# Bilastine
La bilastine (DCI) est une molécule aux propriétés antihistaminiques H1. La bilastine exerce un effet antagoniste sélectif sur les récepteurs H1 périphériques, et est dénuée d'affinité pour les récepteurs muscariniques. Elle est utilisée par voie orale en dose unique dans le traitement des symptômes de l'allergie tels que la rhinite allergique, la rhino-conjonctivite ou l'urticaire.
La bilastine est moins sédative que la cétirizine. La tolérance et l'efficacité n'ont pas encore été établies chez les enfants de moins de 12 ans.
Il s'agit d'un antihistaminique H1 de deuxième génération.

## Développement
La bilastine a été développée en tant que médicament par le laboratoire pharmaceutique espagnol Faes sous la référence F-96221-BM1. Elle bénéficie d'une autorisation de mise sur le marché (AMM) en France depuis avril 2011 au dosage de 20 mg.
Elle est commercialisée en France par les Laboratoires Pierre Fabre sous le nom de marque INORIAL et par les laboratoires Menarini sous le nom de marque BILASKA.
Bien qu'autorisée dans l'Union européenne, la bilastine est interdite aux États-Unis.